# 오디에르네만 해전
오디에르네만 해전은 독일 제국해군과 연합군 해군 사이에 1944년 8월 23일 발생한 교전이다. 브르타뉴 해안에 통제권을 수립하고 브레스트 요새 남쪽의 오디에르네에 잠복해 있었던 연합군 전함 3척은 독일군 무장 선단을 방해하여 8척을 격침시켰다. 이것은 키네틱 작전의 종결을 알렸다. 키네틱 작전은 브레스트에 있는 선박을 방해하여 숨어 있는 독일군 선박을 격침시키는 연합군의 계획이었다.

## 배경
8월 11일, 뤼티히 작전이 정지되었다. 동쪽으로 미군은 8월 13일 아르장탕을 점령했고, 영국군과 캐나다군은 북쪽에서 팔레즈를 포위하는 데 성공하여 팔레즈 포위망에서 독일군 2개 군을 섬멸하였다. 브레튼 항구에 대한 포위는 지속되었고, 파리와 북프랑스의 주요 도시를 탈환하기 위해 전쟁의 초점은 더욱 동쪽으로 이동했다. 키네틱 작전은 왕립 해군 사령부에서 설립한 작전이었다. 이들의 목표는 프랑스 대서양에 있는 항구를 따라 이동하는 독일 해군을 제거하는 것이 목표였다. 키네틱 작전에는 3개의 기동대가 투입되었다. HMS 모리셔스, HMS 우르사, HMS 이로쿼이로 구성되어 윌리엄 데비스의 지휘를 받는 제27기동대가 8월 13일 플리머스 항구를 떠나 비스케이 만 중앙 구역을 따라 새로운 정찰을 수행했다. 독일 제국해군 서부 사령부의 지휘하에 있던 독일 해군은 바다에서 철수했고, 진행 중이었던 키네틱 작전에서 영국군은 이미 2번의 성공을 거두었다. 이들은 비스케이 만에서 마지막 공세를 펼칠 준비를 마쳤다. 8월 22일부터 8월 23일 밤 해군 정보부가 보낸 명령에 따라 제27기동대는 브레스트와 로리앙 사이에 있던 오디에르네 만을 정찰했고 곧 이들은 그들을 향해 이동하는 다수의 선박을 레이다를 통해 알았다.

## 전투
데비스는 적함과 가장 가까운 이로쿼이 함에게 공격을 명령했다. 제임스 칼커트 히바드가 지휘하던 이로쿼이는 293형 레이다를 사용하였고 다른 독일군 함선에 대한 정보를 알아내는 데 성공했다. 히바드는 레이다를 너무 믿은 나머지 함교가 아닌 레이다가 있는 작전 실로 이동하여 지시를 내리기로 결정했다. 그리고 그는 예광탄을 밝히라고 지시했다. 이 결과 제27기동대는 적에게 발견되지 않은 채 기습 공격을 감행할 수 있었다. 2시 13분 이로쿼이는 기함에 공격을 가했는데 이것이 명중하여 기함에 불이 붙었다. 제2기함은 모리셔스 함의 중포에 의해 빠르게 격침되었다. 다른 1척의 독일군 배는 불이 붙어서 해안가로 이동해야만 했다. 교전 19분 만에 독일군 함선 3척이 작전 불능이 되었는데 2척은 격침되었고 1척은 좌초된 채 불에 타버렸다.
2시간 이후 두 번째 교전에서 이로쿼이 함은 4척의 상선이 브레스트 항을 떠나는 것을 탐지했다. M급 기뢰제거함과 2척의 기함, 그리고 스페르브레허 호가 이동 중이었다. 이로쿼이 함의 레이다를 사용해 제27기동대는 4시 8분 경에 장거리에서 몰래 접근하였고, 독일군에게 예광탄을 쏘았다. 교전이 시작되었고, 영국 해군과 캐나다 해군은 2척의 선박을 격침시켰다. 나머지 2척의 배는 해안가로 도주하다가 혼란 속에서 부딪혔다. 1척의 배는 전복되었고, 다른 1척은 최고 속력으로 후퇴하다가 암초에 걸려 폭발하고 말았다.
새벽이 되자 제27기동대는 또다른 탐지를 위해 오디에르네 만 인근을 돌아다녔다. 이것은 독일군 수송선단이 완전히 파괴되었는 지 확인하기 위한 목적도 있었다. 이 과정에서 기뢰함이 다가오는 것이 보였고, 기동대는 기뢰함에 함포를 발사했다. 기뢰함은 오디에르네 항 근처의 암초로 후퇴했다. 이로쿼이 함이 기뢰함에 어뢰를 발사해 기뢰함을 격침시켰고, 우르사 함은 기뢰함의 생존자 11명을 포로로 잡았다. 해안가로 도망칠 수 있었던 150명의 생존자는 프랑스 레지스탕스에 의해 포로로 붙잡혔다. 이것이 제27기동대가 마지막으로 수행한 작전이었다.

## 이후
이 날 밤에 대한 마지막 기록은 8척의 선박이 격침되었다는 것이었다. 1대의 기뢰제거함이 해안가로 이동했지만 심각하게 손상된 이후였고, 1대의 기함과 5대의 무장 선박, 스페르브레허 함이 완전히 파괴되었다. 이로쿼이 함 1척이 1,197발의 4.7인치 포를 쏘았고 231발의 예광탄을 발사했다, 데비스는 그의 기록에서 "몇몇 운 좋은 추측과 이로쿼이 레이다 및 구성 부대의 훌륭함"이 그 날 밤 해군의 성공에 있어서 2가지 결정적인 요인이라고 적었다. 데비스는 몰랐겠지만, 몇몇 운 좋은 추측은 울트라 정보부가 기여한 바가 컸다.
8월의 마지막 주 동안 어썰트 작전이라 불리는 또다른 해군 작전이 시작되어 HMS 벨로나가 벨레 섬의 비스케이 만 해안가를 순찰했다. 이러한 작전을 통해 왕립 해군과 왕립 캐나다 해군은 지속적으로 비스케이 만을 순찰하려고 했다. 이들은 상륙 군을 보내 프랑스 내륙으로 들어가 섬들을 확보하여 독일군에 대한 병참 지원 기지를 제거하려고 했다. 하지만 비스케이 만 항구의 봉쇄는 육지에서 단독으로 펼치기에는 비효율적인 작전으로 드러났다. 브레스트 항은 오버로드 작전이 한참 지난 9월 19일이 되어서야 연합군이 확보했고, 생나제르와 로리앙은 독일이 항복한 1945년 5월 8일 연합군이 점령했다. 키네틱 작전의 종결로 연합군의 해군 및 공군 공동 작전은 독일 제국해군 서부 사령부가 전투 방식을 해안 요새에서만 작전하게 되는 방식으로 바꾸게 하는 데 기여했다.